# Castello di Montalbano

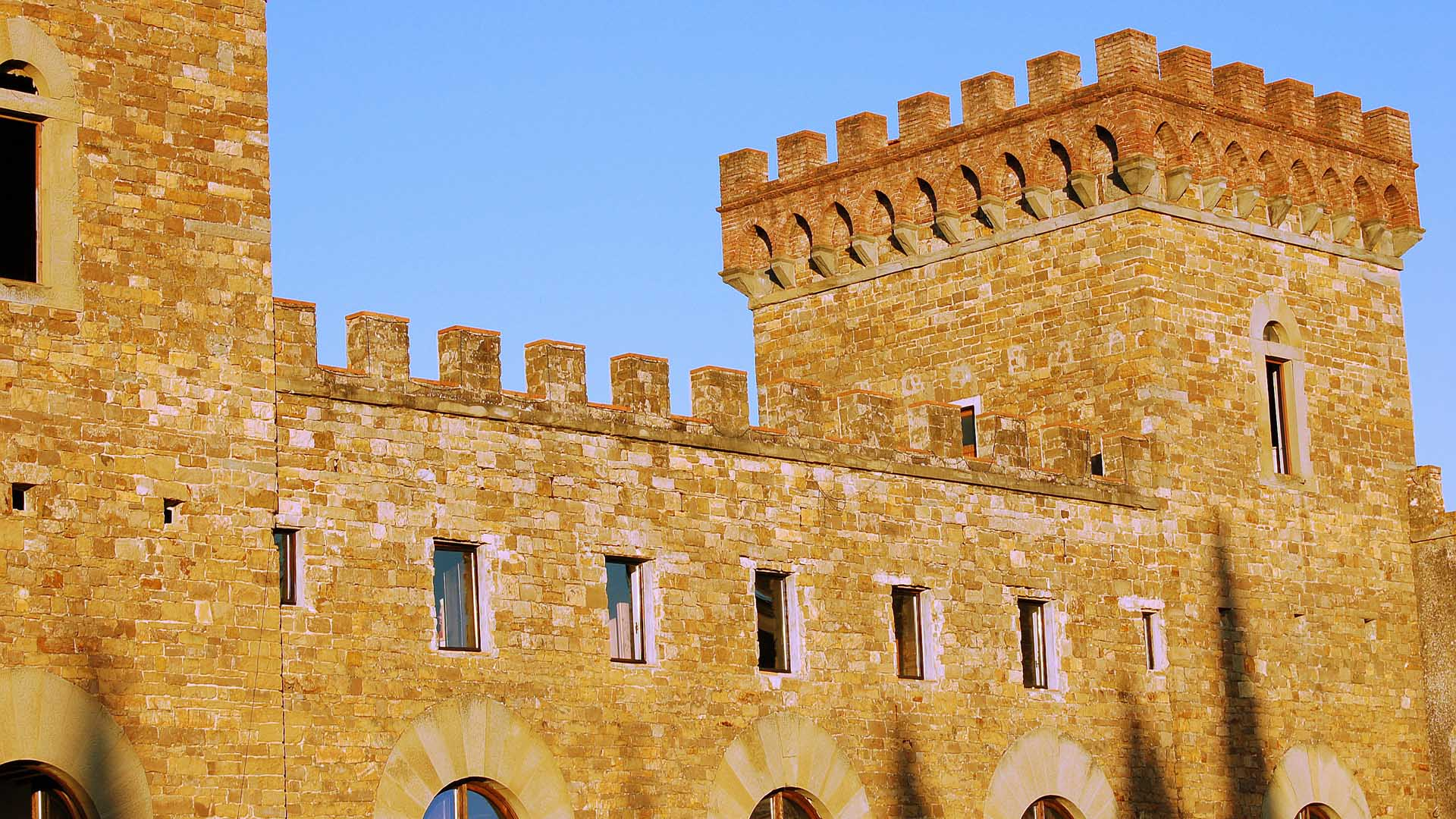
La facciata del castello di Montalbano dal giardino interno

Il castello di Montalbano, o rocca Tedalda, è un monumento medievale fiorentino, radicalmente modificato nel corso dei secoli, situato sulla sponda destra dell'Arno, nella zona di Rovezzano.

## Origine del nome
Il primo nome del castello di Montalbano fu rocca de' Tedaldi, in quanto apparteneva alla nobile famiglia fiesolana dei Tedaldi ed aveva l'aspetto di una tipica roccaforte medievale. Dal suo antico nome prende origine una delle strade principali della zona, che arriva proprio in prossimità dell'edificio. Solo successivamente venne chiamato castello di Montalbano, anche in seguito alle profonde modificazioni avvenute nel corso della sua lunga storia. Tale appellativo è indubbiamente riferito al colle su cui giace (e da cui prende nome anche la via che conduce proprio al suo ingresso). Tale colle è, infatti, rivolto verso est, quindi il sole sorge alle sue spalle (monte Albano, il monte dell'alba). Nel corso del '900 è stato chiamato anche villa di Montalbano, sebbene l'epiteto di castello sia quello che, ancora, gli si addice di più.

## Storia

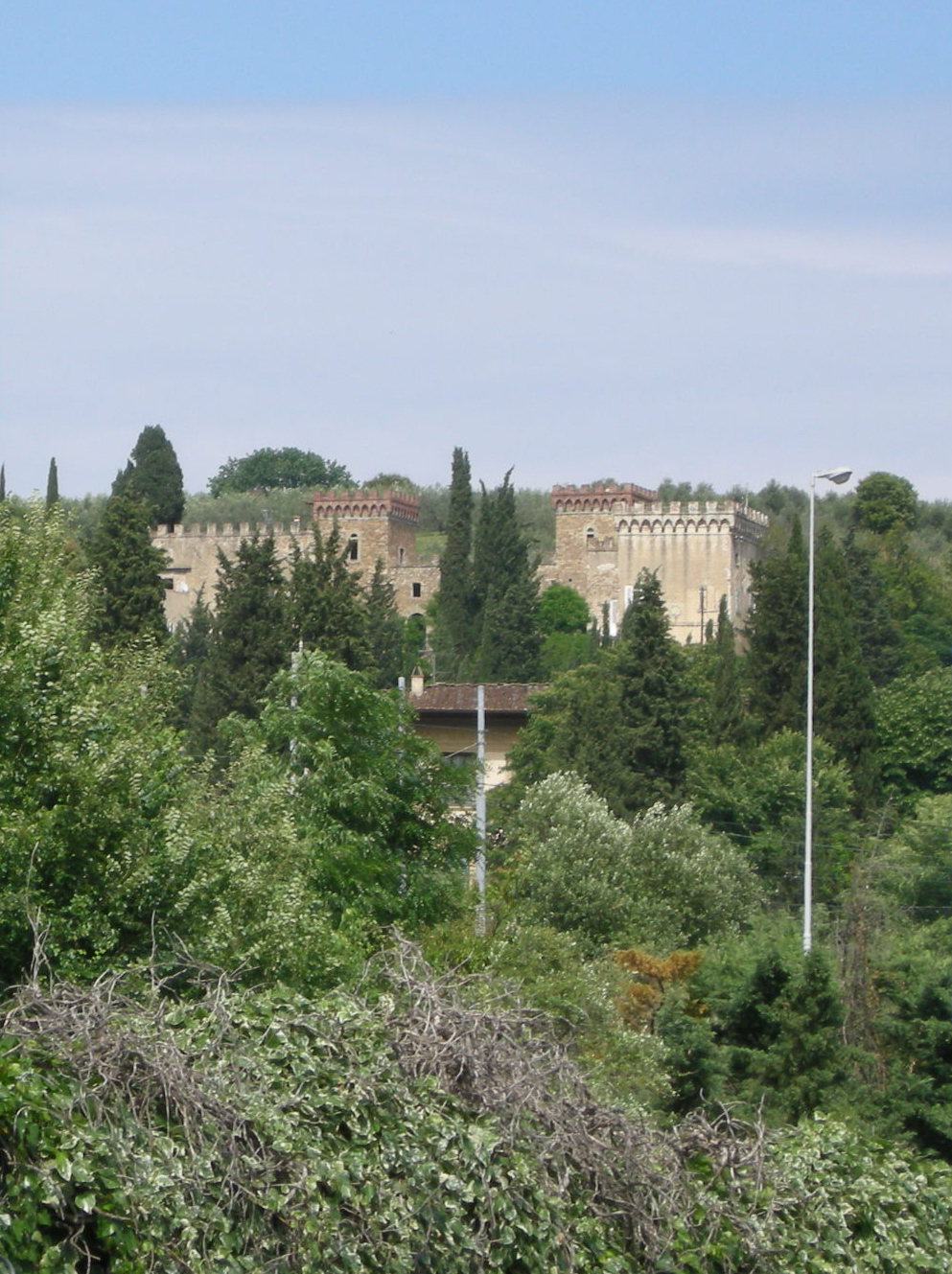
Villa del Loretino

La storia di questo monumento, è ampia e articolata, e, nonostante le testimonianze di molti storici, a tratti è lacunosa. Agostino Ademollo, scrive che, secondo la tradizione (ma confermato anche dallo storico Giovanni Villani), il castello di Montalbano sia più antico della stessa città di Firenze. Secondo lo scrittore senese, infatti, quando Carlo Magno scese alla volta di Roma, nel 768, fu ospite presso il castello di Taldo Tedaldi (che venne poi nominato cavaliere) per la celebrazione del Natale (tale affermazione è confortata da una targa apposta sopra il portone principale dell'edificio dal conte Feliciano Monzani).
A parlare del castello nell'età Rinascimentale è lo storico fiorentino Guido Carocci, secondo il quale addirittura il grande Michelangelo Buonarroti conoscesse il castello di Montalbano e lo ritenesse uno dei più bei castelli che avesse mai visto. Inoltre, ancora l'Ademollo, ci fornisce una descrizione particolareggiata di come appariva il monumento nel 1527, quando l'ultimo dei proprietari originari, messer Bartolo di Leonardo Tedaldi, lo aveva affittato, nonostante le condizioni molto precarie a Niccolò Benintendi. Con il testamento del 22 novembre 1538 il Tedaldi lasciava metà della proprietà alla chiesa di Sant'Andrea a Rovezzano, mentre l'altra metà, nel XVII secolo, fu di proprietà della famiglia dei Morelli. Secondo la descrizione del professore senese, inoltre, parte del castello fu demolito all'inizio del '800 a causa della sua instabilità strutturale.
Nella seconda metà dell' '800 fu acquistato da Laudadio Della Ripa, proprietario della villa del Loretino, distante solo pochi passi dal castello, che lo rinnovò totalmente in una "... comoda villa sotto l'aspetto dell'antico fortilizio" "... dall'aspetto deliziosissimo."
Agli inizi del XX secolo fu ceduto al conte Feliciano Monzani, nipote del segretario di stato Cirillo Monzani.
Per tutto il periodo del fascismo il castello fu un convento di suore ex-prostitute, ed è ancora presente la cappella con tanto di campanile nella quale veniva celebrata la messa, sconsacrata solo da alcuni decenni, dal parroco di Sant'Andrea a Rovezzano. Il 2 aprile 1929, inoltre, Benito Mussolini e Neville Chamberlain, stipularono un accordo tra le mura dell'edificio, tanto che il salone principale è tuttora rivestito del classico pavimento in cotto a scacchiera bianco e nero, tipico esempio di architettura fascista.
Durante la seconda guerra mondiale, all'interno del castello di Montalbano, fu predisposto un campo di internamento civile, anche se mai per la funzione originariamente prescritta di campo femminile. Nel dicembre 1941 vi giunsero i primi internati, in prevalenza civili jugoslavi. Il loro numero oscillò sempre tra le 30 e le 50 persone. Dopo l'8 settembre 1943, sotto la Repubblica Sociale Italiana il campo continuò ad operare come campo di concentramento per italiani non ebrei, fino alla Liberazione nell'estate 1944.
All'inizio degli anni sessanta il castello di Montalbano venne acquistato dallo Studio K, casa di produzione tra le più importanti della stagione di Carosello, che vi si trasferì dopo l'alluvione del 1966. Proprio qui vennero prodotti alcuni dei più famosi spot dell'epoca, tra gli altri le primissime pubblicità del Fernet Branca in plastilina e la leggendaria Susanna Tuttapanna.
Negli anni ottanta, invece, diventa la sede delle Co.Mark.P., l'agenzia pubblicitaria che importa in Italia il giocattolo Mio mini pony dalla Hasbro, perfezionandolo con numerosi gadget e accessori esclusivi per il mercato italiano. Molti dei più importanti spot di giocattoli della DAG (la concorrente principale della GIG), sono stati girati nelle cantine di questo monumento.
Attualmente nell'Ala destra del castello si trova Misseri Studio (fondato da Francesco Misseri, socio e creativo dello Studio K negli anni sessanta), marchio ben noto nel mondo dell'animazione stop motion grazie a serie TV per bambini come Mio Mao e Mofy.
Il corpo centrale e altre parti del castello sono state invece recentemente trasformate in un luogo turistico di soggiorno.